# Haruyama Yasuo
Haruyama Yasuo (jap. 春山 泰雄; * 4. April 1906 in der Präfektur Tokio; † 17. Juni 1987, Toshima, Präfektur Tokio) war ein japanischer Fußballspieler.

## Nationalmannschaft
1927 debütierte Haruyama für die japanische Fußballnationalmannschaft. Haruyama bestritt vier Länderspiele. Mit der japanischen Nationalmannschaft qualifizierte er sich für die Far Eastern Championship Games 1927 und 1930.